# Potten End
Potten End är en by i Hertfordshire i England. Byn är belägen 30,6 km 
från Hertford. Orten har 1 361 invånare (2015).